# (16702) Buxner
(16702) Buxner est un astéroïde de la ceinture principale.

## Description
(16702) Buxner est un astéroïde de la ceinture principale. Il fut découvert le 24 février 1995 à Kitt Peak par le projet Spacewatch. Il présente une orbite caractérisée par un demi-grand axe de 2,40 UA, une excentricité de 0,13 et une inclinaison de 2,6° par rapport à l'écliptique.